# Etiopija
Etiopija je država u istočnoj Africi u regiji poznatoj kao Rog Afrike. Nema izlaza na more, a graniči na sjeveru s Eritrejom, na zapadu sa Sudanom i Južnim Sudanom, na jugu s Kenijom te na istoku sa Somalijom i Džibutijem.

### Zemljopis
Glavna reljefna cjelina zemlje je Etiopska visoravan koje zauzima više od polovice državne površine. Sastoji se od visokih ravnjaka ispresijecanih dubokim riječnim dolinama i međusobno razdvojenih planinama, od kojih je najviša Ras Dashan (4550 m). Velika rasjedna dolina (engl. Great Rift Valley) prolazi kroz zemlju u smjeru sjeveroistok-jugozapad i dijeli gorje na veći sjeverozapadni i manji jugoistočni dio. Klima i biljni pokrov ovise prvenstveno o nadmorskoj visini: najbolji uvjeti za poljoprivredu su na visinama od 1700 do 2500 m.

### Povijest
Povijest Etiopije je po mnogo čemu iznimna među afričkim zemljama. S izuzetkom kratkog razdoblja uoči drugog svjetskog rata 1936. – 1941. kada je bila pod talijanskom vlašću, zemlja nikada nije bila europska kolonija.
Prva zabilježena država na području Etiopije bilo je Kraljevstvo Aksum koje se u prvom stoljeću poslije Krista razvilo u pomorsku i trgovačku silu na Crvenom moru. Zemlja je primila monofizitsko kršćanstvo u 4. stoljeću, a vrhunac snage dosegnula je u 6. stoljeću kada je kontrolirala i južni dio Arapskog poluotoka. Sa širenjem Islama od 7. stoljeća nadalje važnost Aksuma se smanjila, a arapsko osvajanje crvenomorske obale odsjeklo je državu od trgovačkih puteva. Ipak, zemlja nije osvojena i uključena u arapsko-islamsku sferu utjecaja kao Egipat i Sudan na sjeveru.
U 14. i 15. stoljeću etiopska je država uspijevala održati premoć nad muslimanskim sultanatima koji su nastali uz njenu južnu granicu, ali nakon nekoliko poraza u početku 16. stoljeća njen je opstanak doveden u pitanje. Tada je Portugal uputio vojnu pomoć Etiopiji i nakon početnih neuspjeha 1543. pobijeđen je islamski vojskovođa Ahmad Granj. S portugalskim vojnicima stigli su i misionari pa je Etiopija u kratkom razdoblju za vrijeme vladavine Suseniosa I. (1606. – 1632.) bila katolička zemlja. No već njegov nasljednik neguš negasti Fasilides (1632. – 1667.) odmah po stupanju na tron 1632. vratio raniji položaj Etiopskoj pravoslavnoj tevahedo crkvi, i protjerao sve katoličke misionare.
U područja južne Etiopije opustošena ratovima s muslimanima počeo se tijekom 16. stoljeća u sve većem broju s juga doseljavati stočarski narod Oromo čije su pripadnike etiopski starosjedioci smatrali barbarima, dijelom i zbog njihovih animističkih vjerovanja. U 18. i prvoj polovici 19. stoljeća dolazi do slabljenja središnje države u korist regionalnih vladara među kojima se ističu i plemići naroda Oromo koji su se postupno uključili u amharski kršćanski kulturni krug.
Razdoblje slabih careva završava 1855. kada je carsko prijestolje zauzeo Tewodros II. On i njegovi nasljednici Ivan IV. i Menelik II. uspjeli su očuvati etiopsku neovisnost pred nadirućom europskom kolonizacijom, a Menelik II. je 1896. pobijedio malobrojnu talijansku vojsku kod Adve. U sljedećih četrdeset godina Etiopija se modernizirala, proširila prema jugu i znatno obogatila izvozom kave. Godine 1930. prijestolje je preuzeo car Haile Selassie koji je ubrzao modernizaciju zemlje po europskim uzorima. Ipak, nije uspio zaustaviti talijansku vojsku u drugom pokušaju osvajanja zemlje pa je razdoblje talijanske okupacije od 1936. do 1941. proveo u egzilu.
Nakon drugog svjetskog rata Haile Selassie je uspio zadržati vlast i pripojiti bivšu talijansku koloniju Eritreju Etiopiji dobivajući na taj način izlaz na more, ali je 1960-ih 20. st. rastao je otpor njegovoj politici. Nezadovoljstvo je kulminiralo 1974. vojnim udarom u kojem je car svrgnut i vjerojatno ubijen. Pučisti, okupljeni u vijeću Derg pod vodstvom bojnika Mengistu Haile Mariama približili su zemlju Sovjetskom Savezu, a politika kolektivizacije i prisilnog otkupa žita uzrokovala je veliku glad 1984. (povod za prvi Live Aid koncert).
Pad komunizma 1991. značio je i propast Mengistuova režima kojeg su porazili ujedinjeni gerilci iz sjeverne provincije Tigray i Eritreje koja se desetljećima borila za neovisnost. Nova vlada predvođena gerilskim vođom Melesom Zenawijem dala je široku autonomiju etničkim pokrajinama i priznala neovisnost Eritreje s kojom je ratovala trideset godina, ali je svojim opreznim pristupom reformama usporila potencijalno snažan gospodarski rast. Dodatne probleme za vladu donio je rat s Eritrejom oko graničnog spora koji je trajao od 1998. do 2000. i u kojem je poginulo oko 100.000 ljudi s obje strane.
Etiopija je za afričke pojmove ekonomski div i bitni savezenik SAD na Rogu Afrike. Politička je svakodnevnica obilježena zatvaranjem političkih protivnika, namještanjem izbora i nasilnim gušenjem prosvjeda te represijama nad nepodobnim narodima poput Oromaca. Danas, jednu od najvećih pobunjeničkih skupina u Etiopiji, skupinu Ginbot 7, predvodi dr. Berhanu Nega, nesuđeni gradonačelnik Adis Abebe, dok drugi vođa Andargachew Tsega je uhićen. 2015. i 2016. je obilježena nasilnim gušenjem prosvjeda u pokrajinama Oromu i Amhari, pa čak i glavnom gradu Adis Abebi, dotad pošteđenom prosvjeda.
Na turbulentne odnose u Etiopiji utječe i postupna promjena ukupne stope fertiliteta čiji se odnos kod kršćana i muslimana promijenio.
Vezivni narod Etiopije danas su Oromci, čiji je odnos kršćana i muslimana približno jednak, a vjersk i teritorijalno nisu izmiješani, nego su teritoriji već vjerski čisti. [nedostaje izvor]
Etiopijom faktički i praktično vladaju Amharci, drevni kršćanski narod s malom muslimanskom manjinom. [nedostaje izvor]

## Stanovništvo
Etiopija je zajednica više naroda koji se razlikuju po jeziku i vjeri.

### Narodi
Najbrojniji je narod Oromo (40%), drugi po brojnosti su povijesno dominantni Amhara i Tigré, manji narodi su Sidamo (9%), Shankella (6%) i Somalijci (6%).

### Jezici
jezici pripadaju afrazijskoj porodici, među kojima omotski, kušitski, nilotski, etiopski, berta, kumuz i druge skupine. Službeni jezik je amharski. 90 jezika bez gamo, gofa i dawro koji su nastali podjelom gamo-gofa-dawro jezika. Pet jezika je izumrlo
Popis jezika:
| aari                        | 155.000              | (1994. popis)         |
| afar                        | 979.000              | (1994. popis)         |
| alaba-k’abeena              | 162,000              | (1994. popis)         |
| amharski                    | 17.400.000           | (1994. popis)         |
| anfillo                     | 500                  | (1990. SIL)           |
| anuak                       | 45.600               | (1994. popis)         |
| arbore                      | 4.440                | (1994. popis)         |
| argobba                     | 10.900               | (1994. popis)         |
| awngi                       | 500.000              | (2007.)               |
| baiso                       | 1.010                | (1995. SIL)           |
| bambassi                    | 5.000                | (1982. SIL)           |
| basketo                     | 57.800               | (1994. popis)         |
| bench                       | 174,000              | (1994. popis)         |
| berta                       | 125.000              | (1994. popis)         |
| borana-arsi-guji oromo      | 3,630,000            | (južni oromo)         |
| borna                       | 19.900               | (1994. popis)         |
| burji                       | 35.700               | (1994. popis)         |
| bussa                       | 6,620                | (1994. popis)         |
| chara                       |                      |                       |
| daasanach                   | 32.100               | (1994. popis)         |
| dawro                       | 259.633              | (1994. popis)         |
| dime                        | 6.500                | (1994. popis)         |
| dirasha                     | 90.000               | (2005. SIL)           |
| dizi                        | 21,100               | (1994. popis)         |
| dorze                       | 20.800               | (1994. popis)         |
| Engleski                    | 1.990                | (1994. popis)         |
| etiopski znakovni jezik     | 1.000.000            | (2005.)               |
| gafat †                     |                      |                       |
| gamo                        | 597.130              | (1994. popis)         |
| ganza                       | 5.400                | (2004.)               |
| gawwada                     | 32,700               | (1994. popis)         |
| gayil                       | 55.700               | (2007.)               |
| gedeo                       | 637.000              | (1994. popis)         |
| geez †                      |                      |                       |
| gofa                        | 241.530              | (1994. popis)         |
| Gumuz                       | 120.000              | (1994. popis)         |
| hadiyya                     | 924.000              | (1994. popis)         |
| hamer-banna                 | 42.800               | (1994. popis)         |
| harari                      | 21.300               | (1994. popis)         |
| hozo                        | 3.000                | (1995. SIL)           |
| inor                        |                      |                       |
| istočni Oromo               | 4.530.000            | (1994. popis)         |
| kachama-ganjule             | 4,070                | (1994. popis)         |
| Kacipo-Balesi               | 4.120                | (2000.)               |
| kafa                        | 570.000              | (1994. popis)         |
| kambaata                    | 570,000              | (1994. popis)         |
| karo                        | 1.000                | (2007. S. Malmvam)    |
| kistane                     | 255.000              | (1994. popis)         |
| Komo                        | 1.500                | (Bender 1975.)        |
| konso                       | 195.000              | (2005.)               |
| koorete                     | 104.000              | (1994. popis)         |
| kwama                       | 15.000               | (1982. SIL)           |
| kwegu                       | 450 etničkih         | (2007)                |
| libido                      | 36.600               | (popis iz 1998.)      |
| Majang                      | 15.300               | (popis iz 1998.)      |
| male                        | 53.800               | (popis iz 1998.)      |
| Me’en                       | 80.000               | (2005. SIL)           |
| melo                        | 20,200               | (1994. popis)         |
| mesmes †                    |                      |                       |
| mesqan                      | 25.000               | (2002)                |
| murle                       | 200                  | (1975 Tournay)        |
| mursi                       | 3.280                | (1994. popis)         |
| nayi                        | 3.660                | (1994. popis)         |
| nuer                        | 64.900               | (1994. popis)         |
| Nyangatom                   | 14.200               | (1994. popis).        |
| ongota                      | 8 (etnički: 89)      | (2000. M. Brenzinger) |
| opuuo                       | 1.000                | (2007 A. Tsadik)      |
| zapadni centralni Oromo     | (oromiffa) 8.920.000 | (1994. popis)         |
| oyda                        | 16.600               | (1994. popis)         |
| qimant                      | 1.650                | (1994. popis)         |
| Rer Bare †                  |                      |                       |
| saho                        | 22.800               | (1994. popis)         |
| sebat bet gurage            | 2.320.000            | (2006)                |
| seze                        | 3.000                | (1995. SIL)           |
| shabo                       | 450                  | (2000 M. Brenzinger)  |
| shekkacho                   | 54.900               | (1994. popis)         |
| sheko                       | 40.000               | (2007)                |
| sidamo                      | 2.900.000            | (2005. SIL)           |
| SILt’e                      | 1.000.000            | (2007)                |
| somalski                    | 3.960.000            | (2006)                |
| suri                        | 19.600               | (1994. popis)         |
| tigrigna                    | 3.220.000            | (1994. popis)         |
| tsamai                      | 8.620                | (1994. popis)         |
| turkana                     | 25.200               | (2000)                |
| Uduk                        | 20.000               | (1995 W. James)       |
| weyto †                     | (etničkih 1.631)     |                       |
| wolane                      | ?                    |                       |
| wolaytta                    | 1.230.000            | (1994. popis)         |
| xamtanga                    | 143.000              | (1994. popis)         |
| yemsa                       | 81.600               | (1994. popis)         |
| zay                         | 4.880                | (1994. SIL)           |
| Zaysete                     | 17.800               | (1994. popis)         |
| Podijeljen: gamo-gofa-dawro |                      |                       |
| Izgubio status: kunfal      |                      |                       |

### Religija
Vladajuća religija u Etiopiji je kršćanstvo. Kršćani su uglavnom pripadnici Etiopske ortodoksne Crkve (43,5%), a ima i protestanata (18,6%) i katolika (0,7%). Kršćani su se tu naselili polovicom 4. stoljeća. Bili su to monofiziti. Došlo je za vladavine kralja Ezane, posredstvom grčko-rimskih trgovaca iz luke Adulis (južno od današnje Massawe). Aksum je postao sjedište crkvenoga glavara. Druga religija u državi je islam. Tu su se 615. godine muslimani doselili zbog lošeg života jer su bili mučeni Meki po Arapima, koji tada nisu bili muslimani. Prvi mujezin Bilal ibn Ribah bio je Etiopljanin. Islamska ekspanzija zahvatila je istočna i južna područja Etiopije i ondje se organiziralo nekoliko sultanata te odsjeklo Etiopiju od ostatka kršćanskog svijeta. Veze s kršćanskom Europom obnovila je u 15. stoljeću i sudjelovala na ekumenskom koncilu u Firenci. Protiv osmanskih osvajača iz Egipta pomogli su im Portugalci. Monofiziti su prevladali u 17. stoljeću, usprkos nastojanjima portugalskih misionara i isusovaca. Do 1980-ih u Etiopiji je bio i značajan broj Židova. Falaši, etiopski Židovi su prema mjesnoj kršćanskoj predaji u svezi s Aksumskim Kraljevstvom koje je utemeljio Menelik I., sin židovskoga kralja Salamuna i kraljice od Sabe. Na jugu su se zadržale stare animističke religije.

### Gospodarstvo
Etiopsko gospodarstvo još je uvijek većim dijelom poljoprivredno (80% zaposlenih i 50% BDP-a). Uzgajaju se žitarice za vlastitu potrošnju i kava kao glavni izvozni proizvod. Etiopija spada u skupinu siromašnijih afričkih zemalja s BDP-om po stanovniku u 2004. od 800 USD po stanovniku, mjereno po PPP-u.

## Vanjske poveznice
- The World Factbook - Ethiopia  Arhivirana inačica izvorne stranice od 24. prosinca 2018. (Wayback Machine)